# Hapalopteridae
Hapalopteridae – wymarła rodzina owadów nowoskrzydłych z rzędu Caloneurodea. W zapisie kopalnym znana jest od wczesnego westfalu (baszkiru) w karbonie po kungur w permie. Skamieniałości jej przedstawicieli znajdywano w Europie i Ameryce Północnej.
Skrzydła tych owadów były wydłużone, co najmniej trzykrotnie dłuższe niż szerokie. Pole kostalne miały niezbyt szerokie. Cechy diagnostyczne ich użyłkowania obejmowały żyłkę subkostalną dochodzącą do sektora radialnego i dającą niezbyt liczne rozgałęzienia wtórne oraz brak wolnej, prostej, nierozgałęzionej piątej odnogi żyłki medialnej (M5), za którą leżałyby wypukłe żyłki kubitalne przednia i tylna.
Takson ten wprowadzony został w 1906 roku przez Antona Handlirscha. W 2004 roku Aleksandr Rasnicyn zrewidował go, synonimizując z nim trzy inne nazwy rangi rodzinowej, wprowadzone przez tego samego autora. Do Hapalopteridae zalicza się następujące rodzaje:
- Aenigmatodes Handlirsch, 1906
- Arroyopteron Rasnitsyn, 2004
- Carrizarroyo Rasnitsyn, 2004
- Carrizopteron Rasnitsyn, 2004
- Endoiasmus Handlirsch, 1906
- Geroneura Matthew, 1889
- Hapaloptera Handlirsch, 1906
- Laspeyresiella von Schlechtendal 1913
- Primakollaria Brauckmann et Herd 2005
- Protokollaria Brongniart, 1885
- Spiculum Brauckmann et Herd 2005
- Sthenarocera Brongniart 1885
- Tshecalculus Novokshonov 2000